# 클라크지게차
클라크는 대한민국의 외국계 지게차 업체이다. 외환위기 때 미국 회사가 인수하여 생긴 회사이다.